# 브리지워터 어소시에이츠
브리지워터 어소시에이츠 (Bridgewater Associates)는 1975년도에 레이 달리오(Ray Dalio)가 설립한 미국 헤지펀드이다. 연금펀드, 재단, 외국정부, 중앙은행 등 기관 투자자들을 대상으로 $1,200억 규모의 자산을 운용 하고 있다. 당시 주 사업은 기업고객 자문과 국내외 환율 및 이자율 위험을 관리하는 것이었다. 그 이후 사업초점을 바꾸어 나비스코와 맥도날드 같은 기업들과 정부들을 대상으로 경제적 자문을 제공했다.
이 기업의 대표 펀드인 '퓨어 알파 전략' 펀드는 2000년 이후 마이너스 수익률을 본 적이 한 해도 없다. 특히 여러 펀드들이 막심한 손실을 입었던 2008년 금융위기 때 브리지워터 어소시에이츠의 펀드는 2008년에 9.4%, 2009년에 2%, 그리고 2012년에 44.8%의 실적을 내면서 탁월한 투자감각을 세계적으로 주목받기 시작했다. 또 헤지펀드계에서 명성 높은 존 폴슨이 관리하는 펀드는 같은 시기에 -31% 손실을 기록하며 부진한 실적을 보였다.

## 역사
회사의 최초 계정으로 $500만 투자금액을 위탁한 사람은 세계은행의 힐다 오초아-브리엠부르그였다. 1980년 중반에 사업 영역을 환율 및 이자율 위험 관리에서 기관투자자들 대상으로하는 세계 채권 및 환율 투자로 변경하였다. 1990년에는 코닥과 로에스 사의 투자금을 받고 환율 기반 헤지펀드 포트폴리오를 공식 출범하여 운용하기 시작했다.
1990년도에 브리지워터 어소시에이츠는 물가상승률 지수 채권, 환율 기반 투자, 신흥시장 채무, 세계 채권을 포함한 여러 "혁신적인 투자 전략"들을 개발했다. 이 기업이 판매한 주요 펀드 상품들은 Pure Alpha, All Weather, Pure Alpha Major Markets, Daily Observations 등이 있다.

## 투자 철학
창립자 달리오에 의하면 브리지워터 어소시에에츠는 "글로벌 매크로", 즉 세계 거시적 기업이다. 계량적인 투자 방법들을 통해 새로운 투자기회를 식별하되 비현실적인 과거 모델들은 회피한다. 이 기업의 목표는 자산배분이 아닌 위험배분을 기반으로 한 포트폴리오를 구성해 독립적인 투자 수익을 창출하는 것이다. 보도에 따르면 브리지워터 어소시에이츠는 연금펀드, 재단, 중앙은행 등 기관고객들을 대상으로만 자산운용을 한다.

### 알파와 베타 분리
이 기업은 크게 베타 투자와 알파 투자로 구분하여 투자한다. 베타 투자는 보수적 전략으로써 일반적으로 투자 수익과 위험이 시장과 연계된 것을 의미한다. 반면에 알파 투자는 적극적인 투자방식으로 시장의 위험과 무관하게 시장 대비 고수익을 창출하는 것을 목표로하는 전략이다. 이와 같이 알파와 베타를 분리하여 투자전략을 구사하는 것은 레이 달리오가 최초이다.

## 기업 업무

### 직원
브리지워터 어소시에이츠의 직원수는 2003년에 100명에서 2011년 1,200명으로 증가했다. 이 기업처럼 매년 예일, 하버드, 프린스턴, 다트머스 등 아이비리그 대학에서 갓 졸업한 학부졸업생들을 곧바로 채용하는 경우는 헤지펀드 업계에서 드물다. 블룸버그의 뉴스기사에 의하면 신입사원 네 명 중 한 명은 2년 내로 해고되거나 사퇴한다. 회사에 남는 인원들은 높은 보상을 받고 동료 직장인들과 가족같은 친목을 형성한다고 한다.

### 기업문화
2005년부터 레이 달리오는 브리지워터 어소시에이츠 직원들에게 Principles (원칙)이라는 제목의 자필 안내서를 배포하고 필독하기를 권고했다. 이 글은 브리지워터 어소시에이츠가 집단 및 개인으로서 추구하는 가치관들을 심도 있게 설명한다. 특히 탁월성 (excellence)과 진리 (truth)의 중요성을 강조하고 내부적으로 높은 투명성이 보장되어야 지속적인 발전이 가능하고, 이는 계급체계로부터 자유로운 개방적인 토론이 가능한 기업구조, 즉 평평한 계급구조가 확립되어야만 가능하다고 주장한다. 예를 들어서, 하위직급의 직원이 기업의 정책에 동의하지 않으면 달리오 같은 최고경영자급의 상사들과 건설적인 비판으로 주고받는 개방적인 토론 문화를 장려한다. 또한 모든 회의 및 업무관련 대화내용들을 녹화함으로써 추후에 아무나 그 내용들을 다시 보고 들으며 객관적인 관점에서 해당 건에 대해 배울 수 있는 기록체계를 갖춘 것이 브리지워터 어소시에이츠 기업문화의 특징 중 하나이다.

#### 투명성 사례
녹음기가 켜지자 젠슨, 맥콜믹, 그리고 달리오는 한 직원의 고위경영자 진급 여부에 대한 논의를 시작했다. 웨스트포인트 공대 출신인 45살 맥콜믹은 후보의 월가 경력을 높게 평가하며 고위경영자의 업무를 원활하게 수행할 수 있는 능력을 갖추었다고 차분하게 주장했다. 달리오는 반대했다. 투자은행은 "완전히 다른 세계"라고 말했다. 이야기를 이어가기 전에 달리오는 비서에게 후보를 사무실로 데리고 오라고 부탁했다. 브리지워터 어소시에이츠의 급진적 투명성 규칙 중 하나는 어떤 사람의 얼굴을 보고 직접 못할 말은 절대 그 사람의 등 뒤에서 하지 않는다는 것이다.
진급 대상 후보인 남자가 사무실에 나타나 달리오의 책상 앞에 섰다. 달리오는 그에게 논의 주제에 대해 설명해주며 "나는 당신이 고위경영자 위치에 적합하지 않다고 생각한다"고 말했다. 후보는 자리에 앉았고, 달리오와 맥콜믹은 후보의 자격에 대한 논의를 이어갔다. 그 후보는 월가에서의 경험을 언급하며 자신이 고위경영 위치에서 업무수행을 잘할 자신이 있다고 말했다. 달리오는 회의적인 표정을 지으며 의자 등받이 뒤로 자세를 젖혔다. 그 남자는 진급되지 않았다